# Monacos riksvapen

Monacos riksvapen består en rutig vapensköld omgiven av St. Charlesorden som är Monacos motsvarighet till bland annat Serafimerorden. Vapensköld är av silver, med femton spetsrutor av röd. Under vapenskölden syns texten Deo Juvante som kan översättas till Guds Hjälp. Sköldhållarna består av två män som håller upp vapenskölden och är iklädda munkkåpor, båda håller i var sitt svärd. Detta är en påminnelse om den kupp eller erövring som Francois Grimaldi gjorde tillsammans med sina soldater 1297 utklädda till munkar och beväpnade med svärd..